# Custom House for ExCeL
Custom House for ExCeL is een station in de Oost-Londense wijk Custom House in het gebied Royal Docks in de London Borough of Newham.

## Geschiedenis

### Station
In 1855 opende de Eastern Counties and Thames Junction Railway (ECTJR), de latere de Great Eastern Railway (GER), het station bij Custom House. Deze lijn werd gebouwd om de Eastern Counties Railway (ECR) langs Stratford te verbinden met het Londense havengebied dat sterk groeide in het midden van negentiende eeuw. De ECTJR werd in 1847 overgenomen door de ECR.
In de jaren 60 van de 19e eeuw hadden de spoorwegen in East Anglia het financieel zwaar en de meeste werden verhuurd aan de ECR. Ze wilden fuseren maar kregen pas in 1862 toestemming om de Great Eastern Railway (GER) te vormen, zodoende werd Custom House in 1862 een GER-station.
Op 14 oktober 1872 werd de lijn ten oosten van het station door getrokken naar Beckton Gas Works voor vrachtdiensten. Reizigersdiensten begonnen op 17 maart 1874 normale gesproken vanaf Stratford of Stratford Market.
Op 3 augustus 1880 werd de aftakking naar Gallions geopend door de St Katherine's en London Docks Company. De treindienst liep aanvankelijk tot Central voordat ze in november 1880 de hele lijn tot Gallions bedienden. Het havenbedrijf kocht drie 2-4-0T-locomotieven van de London & North Western Railway om een pendeldienst tussen Custom House en Gallions te onderhouden.
Het station lag tussen woningen aan de noordkant en een rangeerterrein voor de haven, dat in 1877 werd geopend, aan de zuidkant. Het werd herbouwd in 1891 en was ingericht met drie sporen, waaronder een kopspoor aan de oostkant voor de pendeldienst dienst van en naar Gallions. Het stationsgebouw lag aan de noordkant van de lijn en door een loopbrug verbonden met het zuidelijke perron. Er stond een abri op het perron en een seinhuis aan de oostkant van het station. In 1923 werden de Britse spoorwegen gereorganiseerd in vier spoorwegmaatschappijen en werd Custom House onderdeel van de London & North Eastern Railway (LNER).
Op 7 september 1940 werden het station en de omgeving, tijdens de luchtaanvallen op Londen in de Tweede Wereldoorlog, gebombardeerd. Hierbij werden het station zelf en de lijnen ten oosten van het station zwaar beschadigd en de reizigersdiensten werden dan ook gestaakt.
Na de nationalisatie in 1948 werd Custom House onderdeel van British Railways (Eastern Region). Het aantal reizigers daalde in de jaren vijftig en zestig toen de havenactiviteiten krompen en het autobezit toenam. Uiteindelijk werd de dienst teruggebracht tot een pendeldienst tussen Stratford en North Woolwich, die over het algemeen werd verzorgd door twee baks dieseltreinstellen. In 1969 werd het stationsgebouw gesloopt en vervangen door een halteplaats.
In 1973 kwam het station in beeld in het kader van de herontwikkeling van de Londense Docklands, het Londense havengebied. Destijds was de Fleet Line, de latere Jubilee Line, in aanbouw ten westen van Trafalgar Square, de tweede fase zou worden gebouwd tussen Trafalgar Square en Fenchurch Street, gevolgd door de derde fase ten oosten van Fenchurch Street. Het verslag over de Docklands stelde een wijziging voor van het tracé van de derde fase, in plaats van een route via de East London Line werd in het verlengde van fase 2 de River Line door de Docklands voorgesteld met een station bij Custom House. Deze wijzigingen werden in 1980 goedgekeurd, waarbij het traject ten oosten van Custom House naar Woolwich Arsenal via Silvertown zou lopen en een pendeldienst op de tak naar Beckton zou komen.
In 1978 werd aangekondigd dat er een nieuwe treindienst zou komen tussen North Woolwich en Camden. Deze dienst met onderweg Custom House en Stratford begon op 14 mei 1979. De lijn werd in 1985 geëlektrificeerd door British Rail en zodoende was het mogelijk om tussen Richmond en North Woolwich een doorgaande dienst te onderhouden. In 1986 werd de lijn onderdeel van Network Southeast.
De bekostiging van de tweede en derde fase van de Jubilee Line kwam tijdens de regering Thatcher niet rond en de Jubilee Line bij Custom House kwam er niet. In 1992 werd het tracébesluit voor de Jubilee Line ten oosten van Trafalgar Square geheel herzien. De lijn werd vanaf Green Park doorgetrokken langs de spoorwegstations op de zuidoever van de Theems en ten oosten van North Greenwich, ooit ook onderdeel van de voorgestelde River Line, buigt de Jubilee line af naar het noorden zodat Custom House ook dit keer buiten de boot viel.
De Docklands Light Railway (DLR) opende haar oosttak naar Beckton op 28 maart 1994 met eigen perrons bij Custom House. De privatisering van de spoorwegen in datzelfde jaar betkende dat de infrastructuur bij Custom House in handen kwam van Railtrack, terwijl de treindiensten vanaf 3 maart 1997 werden verzorgd door North London Railways, een dochterbedrijf van National Express. Dit bedrijf werd in september 1997 omgedoopt in Silverlink, een voorloper van de latere overground. Na financiële problemen bij Railtrack werd de infrastructuur in 2002 door Network Rail overgenomen. Spoorwegstation Custom House werd op zaterdag 9 december 2006, samen met Silvertown en North Woolwich, gesloten. De DLR ontsloot het oostelijke havengebied en de ECTJR ten zuiden van Stratford zou worden omgebouwd tot tak van de DLR, deze ombouw was op 31 augustus 2011 gereed.
Na ruim dertig jaar voorbereiding werd in 2008 de Crossrail Act aangenomen waarmee de aanleg van de Elizabeth Line werd goedgekeurd. De lijn heeft een zuid-oosttak die ruwweg het tracé van de niet gebouwde River Line volgt. Ten opzichte van de River Line volgt deze tak ten westen van Canary Wharf een noordelijkere route en ten oosten van Canary Wharf wordt niet via North Greenwich maar rechtstreeks naar Custom House gereden. Ten oosten van Custom House is station Silvertown vervallen en het station in Woolwich ligt ongeveer 200 meter ten noorden van dat in het plan voor de River Line. De perrons voor de Elizabeth Line liggen op de plaats van het station van de Eastern Counties Railway dat tussen 1855 en 2006 in bedrijf was. In verband met de nieuwbouw van deze perrons was het station van februari 2017 tot 7 januari 2018 gesloten en stopte de DLR niet bij het station. De Elizabeth Line zou in 2018 geopend worden maar de proefritten begonnen pas eind november 2021.

### Depot
Vlak ten oosten van het oude station stond van 1881 tot 1970 een remise voor locomotieven aan de zuidkant van de lijn.
De locomotievenloods met drie sporen werd in 1881 gebouwd door de London and St Katherine Docks Company nadat een eerdere houten constructie door een brand was verwoest. Aanvankelijk waren er tweedehands locomotieven ondergebracht, waaronder enkele van de London and North Western Railway die werden ingezet op de pendeldienst naar Gallions en dus ook het GER station aandeden. De belangrijkste taken van de locomotieven van de loods bestonden uit rangeer werk op het opstelterrein en het van wagons tussen het opstelterrein en de verschillende havenbedrijven rond het Victoriadok en het Albertdok. In 1889 werd de loods overgedaan aan het London and India Docks Joint Committee na de fusie van enkele van de havenbedrijven. De locomotieven van het havenbedrijf waren vanaf 1903 niet meer beschikbaar voor de pendeldiensten naar Gallions en deze werden dan ook door de GER overgenomen, hoewel af en toe locomotieven van Custom House bijsprongen. Zes jaar later, in 1909, werden de overgebleven havenbedrijven allemaal samengevoegd in de Port of London Authority (PLA), die ook de locomotievenloods en de havensporen beheerde. Van tijd tot tijd werden rangeerlocomotieven van de Great Eastern (later LNER en British Railways) uit Stratford ingehuurd om tekorten te dekken. Tegen het midden van de jaren 20 van de twintigste eeuw bestond het locomotievenbestand in Custom House uit:
- 7 Robert Stephenson 0-6-0ST.
- 2 Manning Wardle 0-6-0ST.
- 6 Andrew Barclay 0-6-0T.
- 17 Hudswell Clarke 0-6-0T.

De eerste diesellocomotieven, van de Yorkshire Engine Company, verschenen in 1959 en een handvol stoomlocomotieven bleef behouden tot 1963, voornamelijk voor het bananenververvoer. De heerschappij van de diesels was van korte duur, aangezien de havens snel in verval raakten waardoor de havensporen van PLA en het depot van Custom House op 1 mei 1970 werden gesloten.

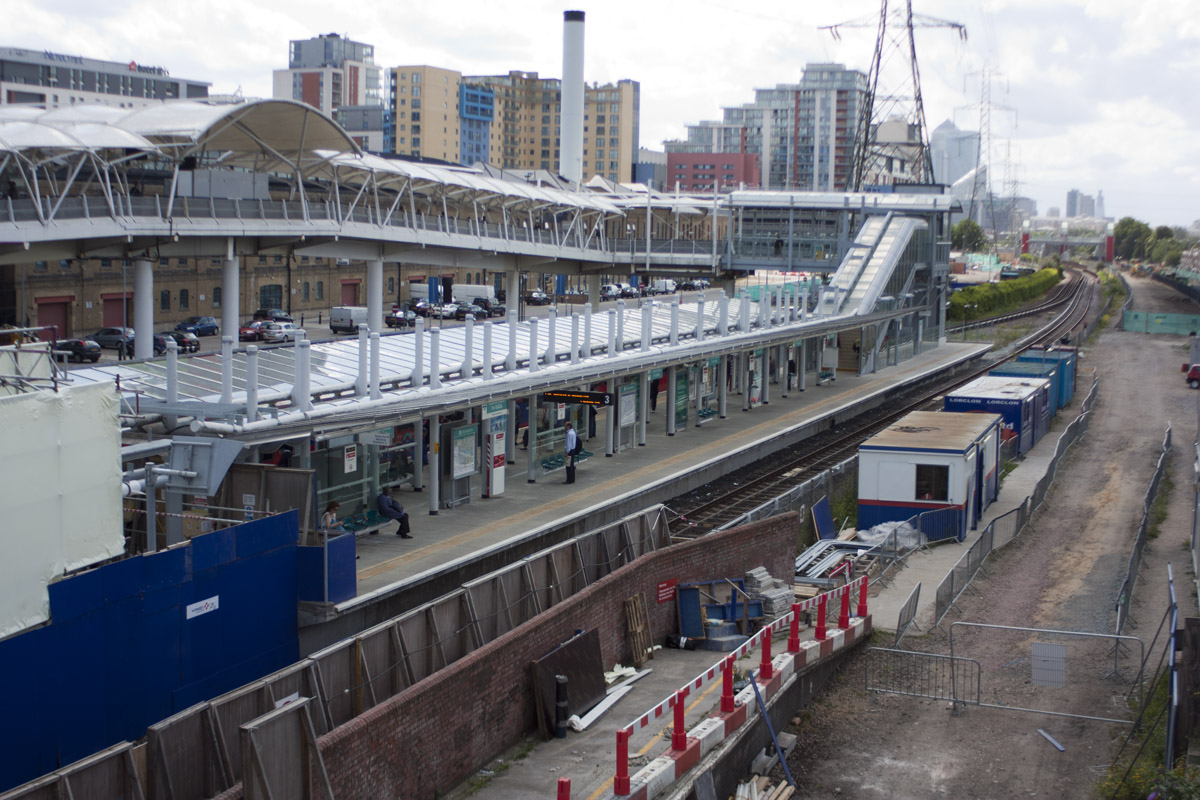
Het station in 2011
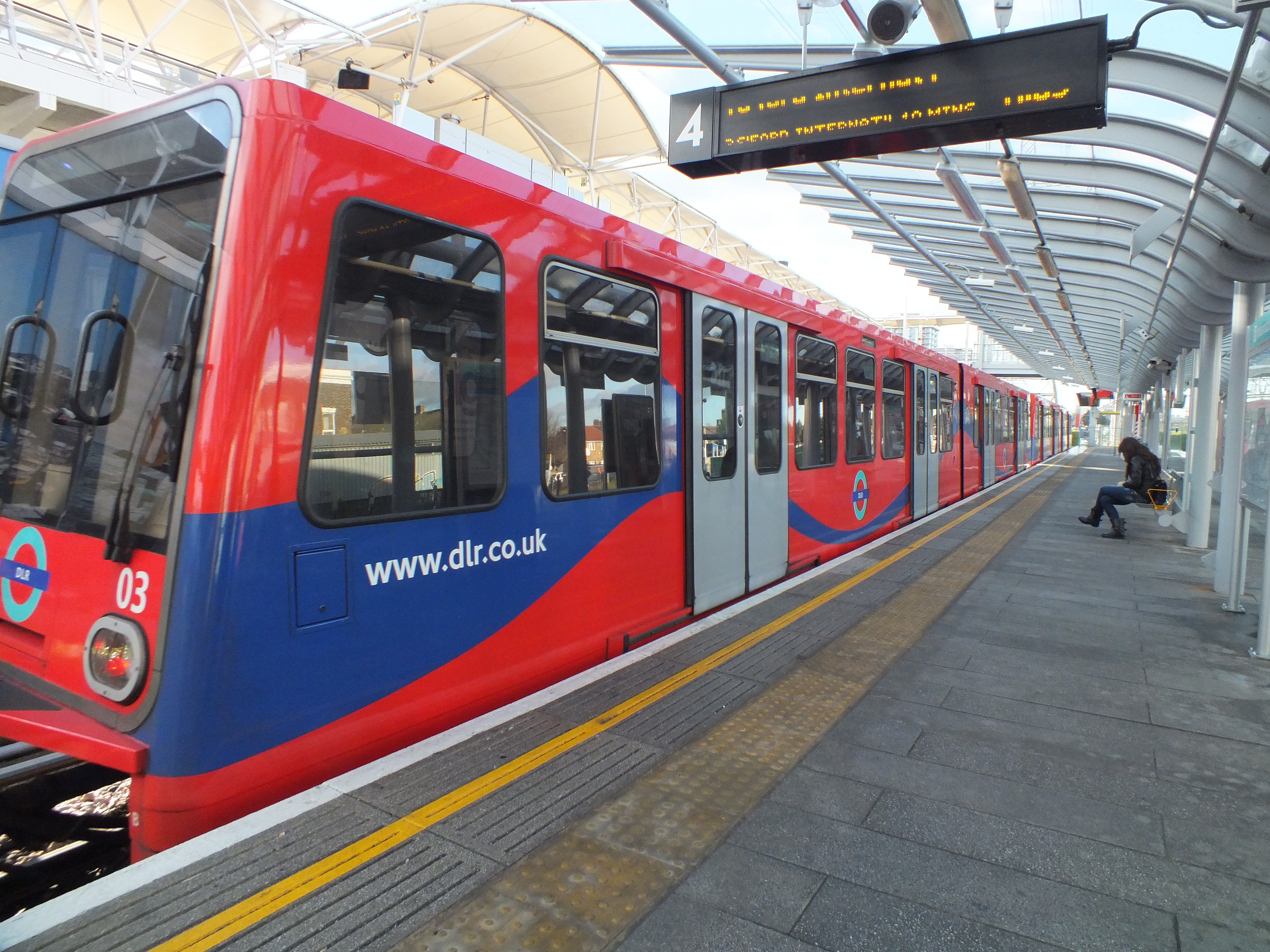
Perron met DLR-trein
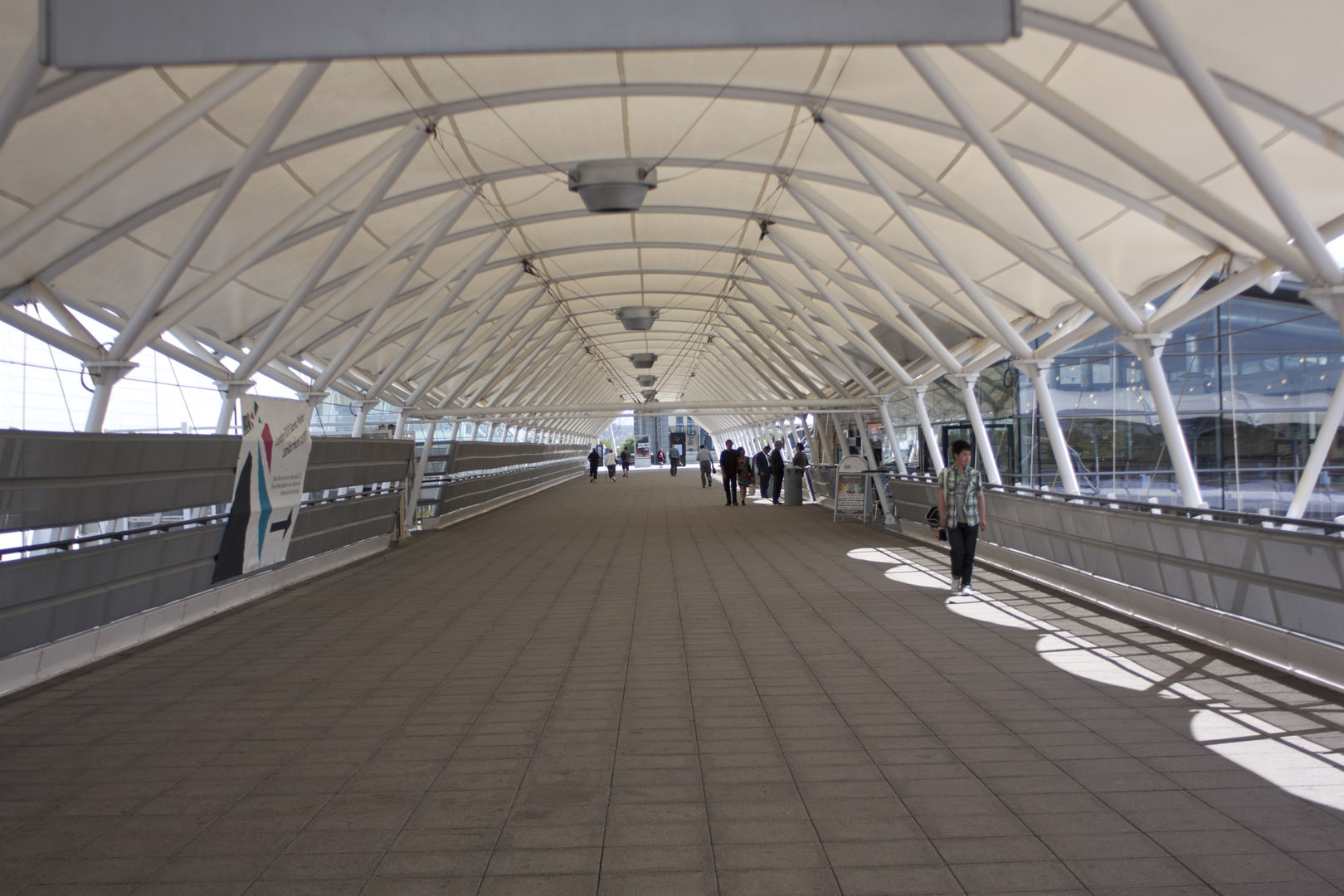
De loopbrug tussen het station en ExCeL
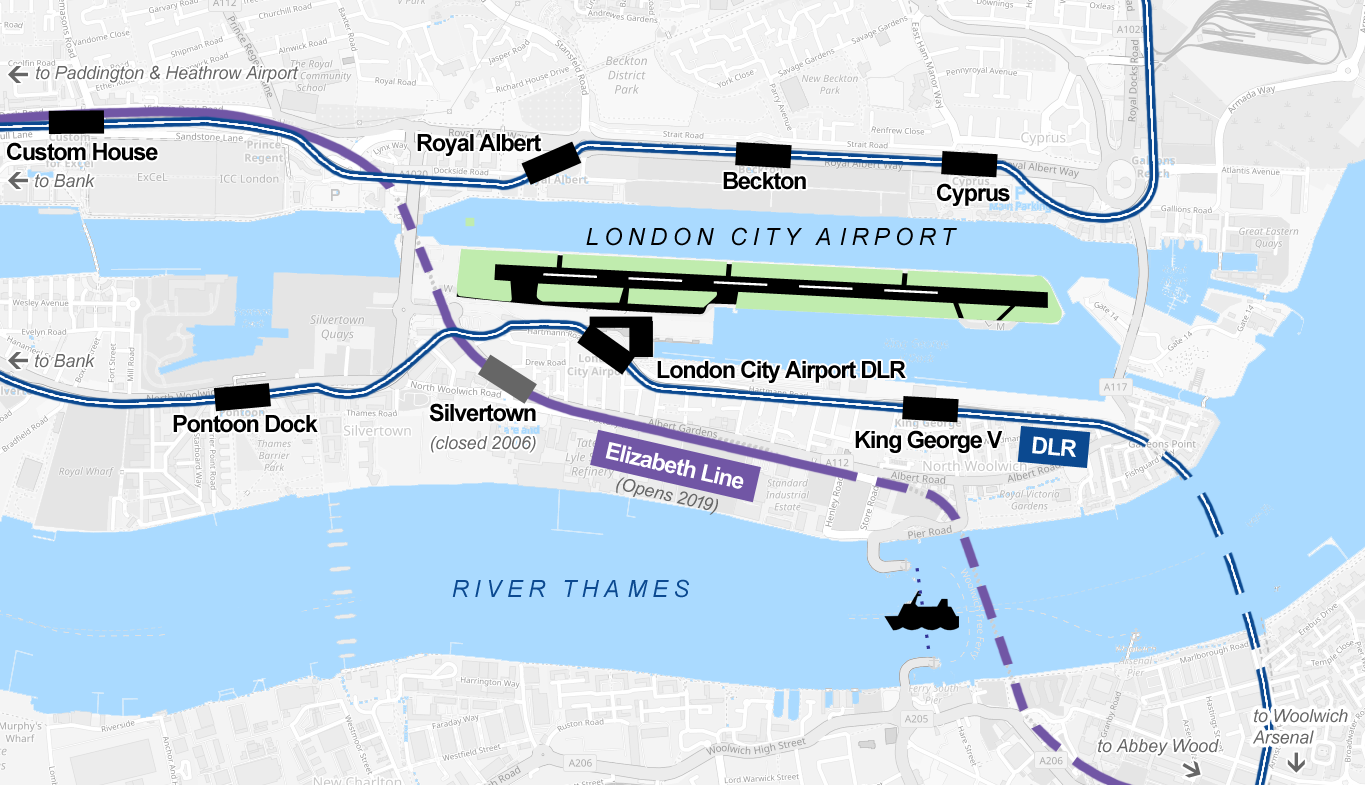
Elizabeth Line en DLR rond de Royal Docks

## Ligging en inrichting
Het station ligt bij de Royal Docks in het zuiden van Newham, in Travelcard Zone 3. Het ontleent zijn naam aan het oude Custom House dat vroeger in de buurt stond, de toevoeging 'for ExCeL' aan de stationsnaam is ontleend aan het vlakbij gelegen congres- en beurscomplex London ExCeL International Exhibition Centre dat het bedient. Het is verbonden met de hoofdingang van het ExCeL Exhibition Centre via een loopbrug, die ook aansluit op de Royal Victoria Dock Bridge, die het Royal Victoria Dock aan de zuidkant overspant. Deze loopbrug loopt boven de sporen en de parallel lopende Victoria Dock Road door naar een trap en lift aan Leslie Road ten noorden van het station. De respectievelijke perrons hebben elk een overdekte brug boven zich met kaartverkoop en toegangspoortjes. Achter de poortjes zijn de perrons met liften en (rol)trappen met de bruggen verbonden en een dwarsverbinding zorgt ervoor dat reizigers tussen beide lijnen kunnen overstappen. Deze overdekte bruggen zijn beide toegankelijk vanaf de loopbrug over het station.

## Reizigersdienst

### Docklands Light Railway
Het huidige station aan de Beckton Branch van de Docklands Light Railway (DLR) werd geopend op 28 maart 1994. Vanaf dit station kan men reizen naar Tower Gateway, Beckton en Stratford International.
| Reizigers Docklands Light Railway | Reizigers Docklands Light Railway |
| --------------------------------- | --------------------------------- |
| Jaar                              | Aantal reizigers (mln)            |
| 2023                              | 5,066                             |

### Elizabeth Line
Via dit station rijdt sinds 24 mei 2022 ook de Elizabeth Line (voorheen Crossrail geheten), een verbinding tussen de luchthaven Heathrow, het centrum van Londen en het zuidoosten van de stad. De treindienst zal worden gestart met 12 ritten per uur in beide richtingen. Naar het westen zullen de treinen aanvankelijk keren bij Paddington, vanaf het najaar van 2022 worden ook rechtstreekse diensten naar bestemmingen ten westen van Paddington worden aangeboden.